# 1791
1791 (MDCCXCI) byl rok, který dle gregoriánského kalendáře započal sobotou.

## Události
- 4. března – Zanikla Vermontská republika a z Vermontu se stal 14. stát USA.
- 3. května – V Polsku byla vyhlášena ústava, patrně druhá nejstarší po ústavě USA.
- 21. června – Francouzská královská rodina byla chycena u obce Varennes na útěku z Paříže a dopravena zpět.
- 4. srpna – Svištovským mírem byla po 4 letech ukončena poslední rakousko-turecká válka.
- 21. srpna – Pod vedením černošského vojevůdce Toussainta Louverturea začala revoluce na Haiti.
- 21. srpna – 14. září – V pražském Klementinu proběhla První průmyslová výstava.
- 27. srpna – Císař Leopold II. a pruský král Fridrich Vilém II. na zámku Pillnitz vyhlásili tzv. Pilnickou deklaraci o vojenské intervenci proti revoluční Francii a o zachování monarchie ve Francii.
- 6. září – Pražský arcibiskup Antonín Příchovský korunoval Leopolda II. za českého krále v chrámu sv. Víta.
- 4. listopadu – V bitvě u řeky Wabash, zvané také St. Clairova porážka, porazili indiáni americkou armádu.
- 15. prosince – V USA vešla v platnost Listina práv, prvních deset dodatků k Ústavě Spojených států. (Právo svobody, osobního vlastnictví, svobody vyznání a slova, svobodného tisku, shromažďování, aj.).

### Probíhající události
- 1787–1792 – Rusko-turecká válka
- 1788–1791 – Rakousko-turecká válka
- 1789–1799 – Velká francouzská revoluce
- 1791–1804 – Haitská revoluce

## Vědy a umění
- březen – Anglický filozof a revolucionář Thomas Paine vydal první díl knihy Práva člověka (Rights of Man).
- Britský mineralog William Gregor objevil chemický prvek titan.
- 6. září – V pražském Nosticově divadle měla premiéru Mozartova opera Velkorysost Titova.
- 30. září – Ve vídeňském Divadle ve Freihausu měla premiéru Mozartova opera Kouzelná flétna.
- 20. listopadu – Wolfgang Amadeus Mozart po návratu z Prahy do Vídně vážně onemocněl
- Wolfgang Amadeus Mozart zkomponoval část svého Requiem, jež po jeho smrti v následujících letech dokončili jeho žáci.
- Vyšlo první vydání románu Sen v červeném domě čínského spisovatele Cchao Süe-čchina.

## Narození

### Česko

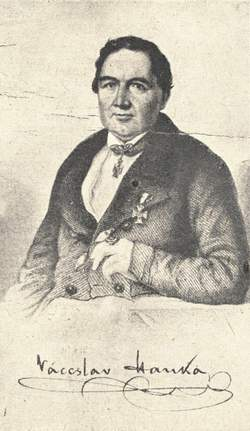
Václav Hanka (* 10. června)

- 15. ledna – Franz Xaver Maxmilian Zippe, mineralog a geolog († 22. února 1863)
- 27. března – Antonín Liška, kněz premonstrátského řádu, spisovatel a překladatel Homéra († 16. dubna 1847)
- 19. dubna – František Klicpera, lékař a příležitostný vlastenecký spisovatel († 26. října 1821)
- 11. května – Jan Václav Hugo Voříšek, hudební skladatel, klavírista a varhaník († 19. listopadu 1825)
- 28. května – Jan Jodl, národní buditel a jazykovědec († 28. ledna 1869)
- 07. června – Bedřich Schnirch, inženýr, projektant a inspektor c. a k. státní dráhy († 25. listopadu 1868)
- 10. června – Václav Hanka, spisovatel, jazykovědec a knihovník († 12. ledna 1861)
- 13. června – Antonín Langweil, tvůrce modelu Prahy († 11. června 1837)
- 04. září – Jan Svatopluk Presl, přírodovědec († 6. dubna 1849)
- 28. října – Josef Helfert, právník, průkopník památkové péče († 9. září 1845)
- 03. prosince – Tomáš Christ, kněz a pedagog († 2. prosince 1870)
- 06. prosince – Mikuláš Tomek, kněz a spisovatel († 11. července 1871)
- 11. prosince – Václav Alois Svoboda, básník a překladatel († 8. ledna 1849)
- neznámé datum
  - Jan Michalička, kantor a skladatel († 23. prosince 1867)
  - Karel Vilém Medau, tiskař, písmolijec a nakladatel († 16. února 1866)

### Svět

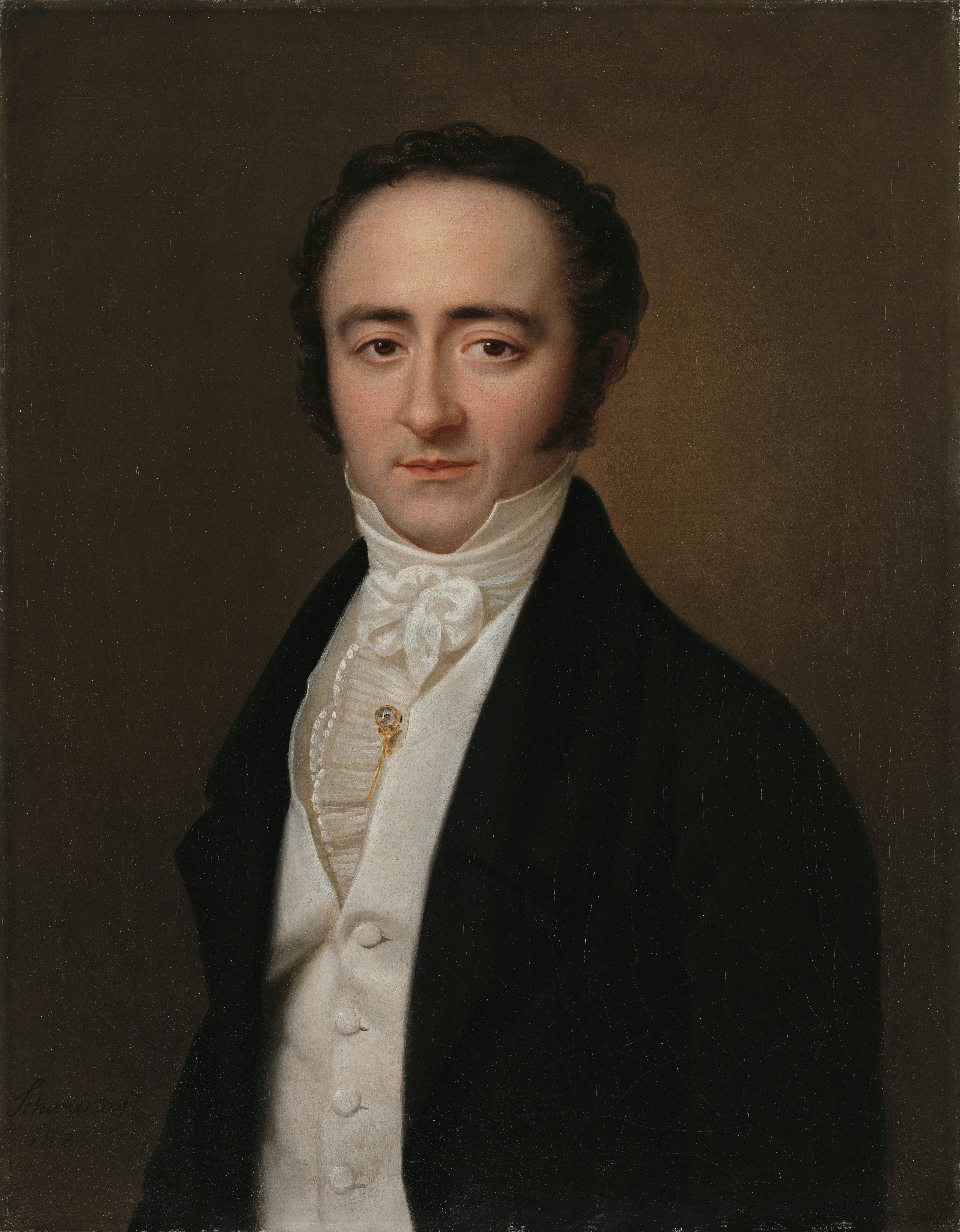
Franz Xaver Wolfgang Mozart (* 26. července)

- 10. ledna – Elżbieta Jaraczewska, polská spisovatelka († 30. září 1832)
- 15. ledna – Franz Grillparzer, rakouský spisovatel a dramatik († 21. ledna 1872)
- 16. ledna – Henryk Dembiński, polský generál, účastník Napoleonova ruského tažení († 13. června 1864)
- 21. ledna – Carl Czerny, rakouský klavírista a skladatel († 15. července 1857)
- 23. ledna – Tommaso Grossi, italský romantický básník a prozaik († 10. prosince 1853)
- 09. února – Jean Cruveilhier, francouzský anatom († 10. března 1874)
- 10. února – Francesco Hayez, milánský malíř († 21. prosince 1882)
- 11. února – Louis Visconti, francouzský architekt († 1. prosince 1853)
- 21. února – Carl Czerny, rakouský klavírista a hudební skladatel († 15. července 1857)
- 25. února – Alois von Call, rakouský politik z Tyrolska († 5. listopadu 1866)
- 10. března – Ángel de Saavedra, španělský básník, dramatik a politik († 22. června 1865)Michael Faraday (* 22. září)

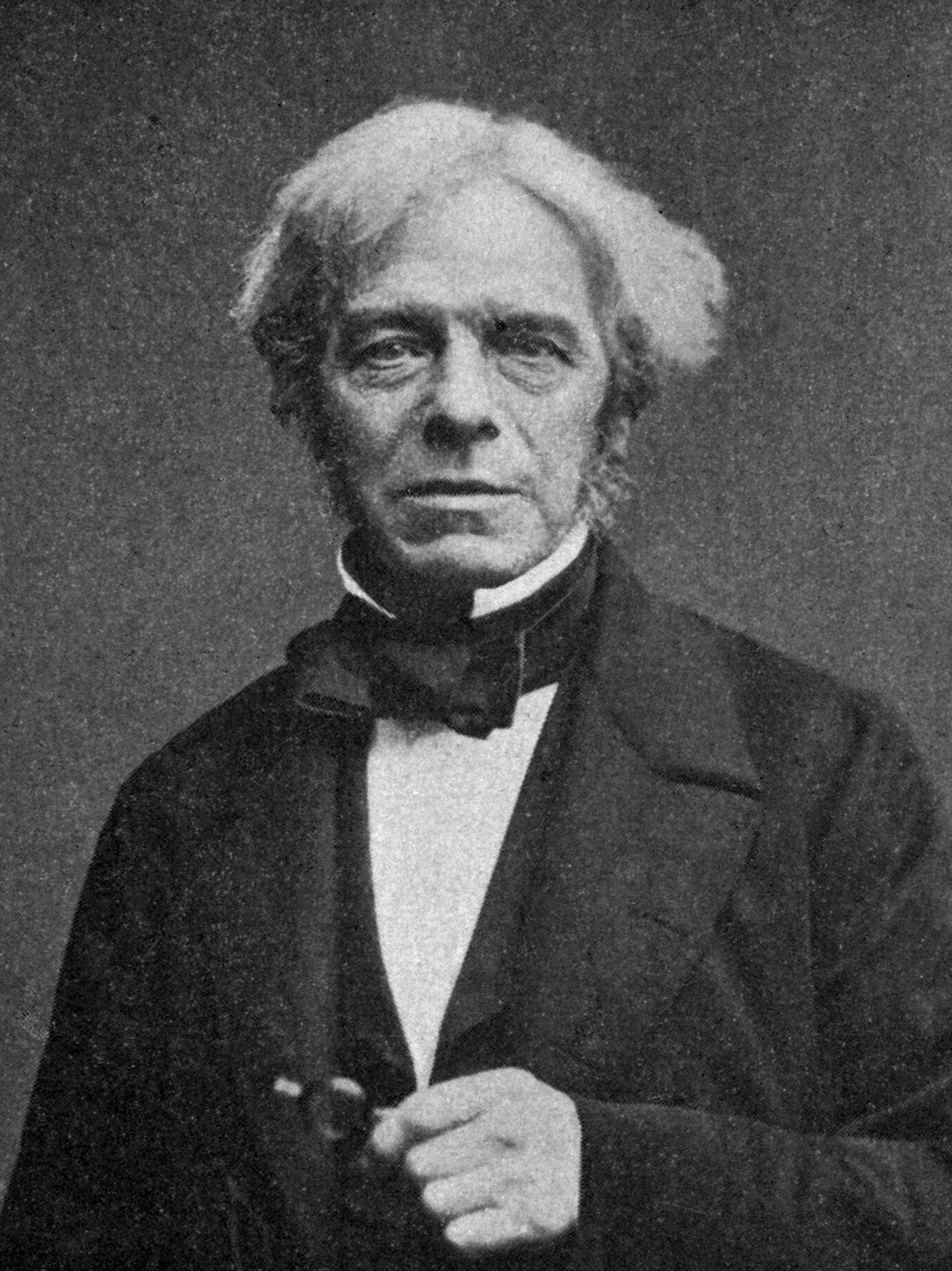
Michael Faraday (* 22. září)

- 23. března – Ferdinand Hechenfelder, rakouský politik († 1. května 1860)
- 09. dubna – George Peacock, anglický matematik († 8. listopadu 1858)
- 12. dubna – Anton Petter, rakouský klasicistní malíř († 14. května 1858)
- 23. dubna – James Buchanan, americký prezident († 1. června 1868)
- 27. dubna – Samuel F. B. Morse, americký vynálezce Morseovy abecedy († 2. dubna 1872)
- 29. dubna – Heinrich Ludolph Wendland, německý botanik a zahradník († 15. července 1869)
- 13. května – Emilie Ortlöpp, druhá manželka Viléma II. Hesenského († 12. února 1843)
- 18. května – August Breithaupt, německý mineralog († 22. září 1873)
- 30. června – Félix Savart, francouzský fyzik († 16. března 1841)
- 26. července – Franz Xaver Wolfgang Mozart, rakouský skladatel, syn W. A. Mozarta († 29. července 1844)
- 02. srpna – August Bedřich Piepenhagen, německý malíř žijící v Praze († 27. září 1868)
- 03. srpna – Kazimierz Brodziński, polský básník, redaktor a překladatel († 10. října 1835)
- 05. září – Giacomo Meyerbeer, německý skladatel († 2. května 1864)
- 14. září – Franz Bopp, německý jazykovědec († 23. října 1867)
- 21. září – István Széchenyi, maďarský šlechtic, politik a národní hrdina († 8. dubna 1860)
- 22. září
  - Michael Faraday, fyzik a vynálezce, († 25. srpna 1867)Charles Babbage (* 26. prosince)

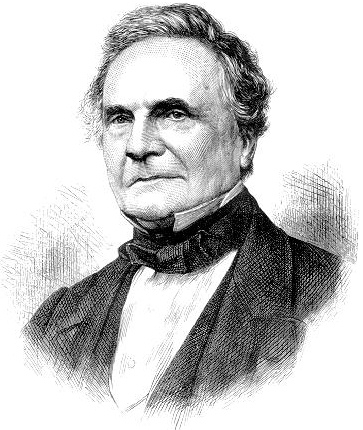
Charles Babbage (* 26. prosince)

  - Gerhard von dem Busch, německý lékař, odborný překladatel a malakolog († 19. září 1868)
- 23. září
  - Theodor Körner, německý básník a voják († 26. srpna 1813)
  - Johann Franz Encke, německý astronom († 26. srpna 1865)
- 26. září – Théodore Géricault, francouzský malíř a grafik († 26. ledna 1824)
- 01. října – Sergej Timofejevič Aksakov, ruský spisovatel († 12. května 1859)
- 03. října – Sima Milutinović Sarajlija, srbský básník a spisovatel († 30. prosince 1847)
- 28. října – Ján Chalupka, slovenský dramatik, publicista a spisovatel († 15. července 1871)
- 11. listopadu – József Katona, maďarský dramatik a básník († 16. dubna 1830)
- 23. listopadu – Joseph Johann Achleitner, rakouský varhaník a hudební skladatel († 15. října 1828)
- 30. listopadu – František Filip z Lambergu, rakouský generál v době napoleonských válek († 28. září 1848)
- 12. prosince – Marie Luisa Habsbursko-Lotrinská, francouzská císařovna, manželka Napoleona Bonaparta († 17. prosince 1847)
- 14. prosince
  - Charles Wolfe, irský badatel a dějepisec. († 21. února 1823)
  - Johan Ludvig Heiberg, dánský romantický básník a dramatik († 25. srpna 1860)
- 24. prosince – Eugène Scribe, francouzský dramatik a operní libretista († 20. února 1861)
- 26. prosince – Charles Babbage, anglický matematik, filosof a informatik († 18. října 1871)
- neznámé datum
  - Isataj Tajmanuly, kazašský vůdce povstání († 12. července 1838)
  - Stanisław Waguza, rakouský politik polské národnosti z Haliče († 1862)
  - Franz Zöpfl, rakouský bankéř a politik († 9. listopadu 1871)

## Úmrtí

### Česko
- 29. ledna – Matěj Chvojka, jeden z mluvčích selského povstání (* 1. března 1755)
- 02. února – František Kočvara, skladatel (* 1750)
- 28. května – Anton Bernard Gürtler, katolický biskup (* 13. května 1726)
- 05. června – Josef Vojtěch z Desfours, císařsko-královský armádní kapitán (* 25. dubna 1734)
- 02. září – František Kočvara, violista, kontrabasista a skladatel (* 1730/1750)
- 06. října – Jiří Kristián z Valdštejna-Vartenberka, šlechtic (* 16. dubna 1743)
- 25. října – František Jakub Prokyš, malíř a štafír z období rokoka (* 1715)
- 20. prosince – Jiří Křenek, valašskobystřický fojt a lajtnant (* 8. března 1721)
- 25. prosince – František Valentin Stanke, zvonař v Opavě (* 14. února 1734)
- 30. prosince – Jiří Ignác Linek, kantor a hudební skladatel (* 21. ledna 1725)

### Svět

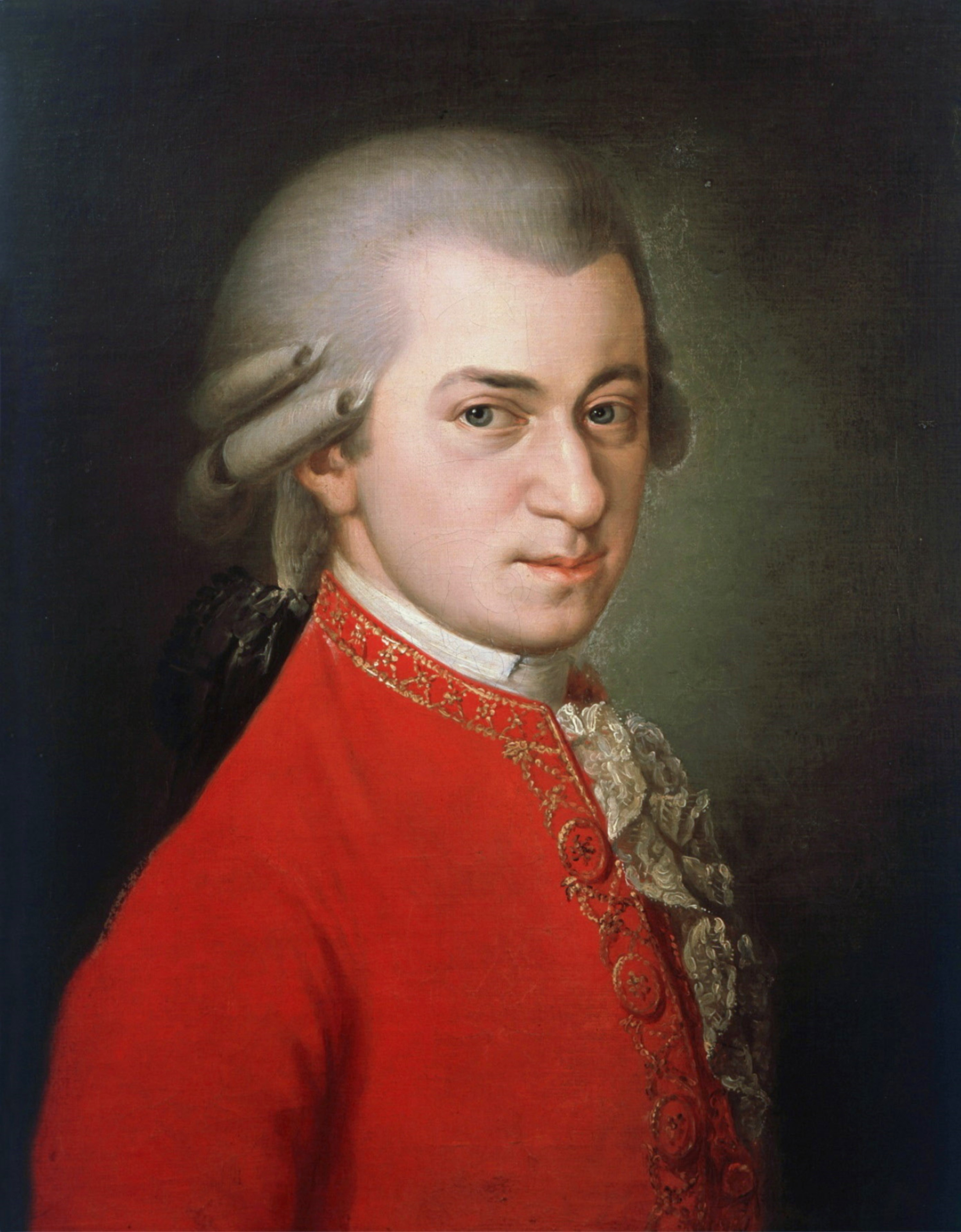
Wolfgang Amadeus Mozart († 5. prosince)

- 04. ledna – Étienne Maurice Falconet, francouzský sochař (* 1. prosince 1716)
- 18. února – Bedřiška Karolína Sasko-Kobursko-Saalfeldská, německá šlechtična (* 24. června 1735)
- 02. března – John Wesley, anglický teolog (* 17. června 1703)
- 13. března – Penelope Boothby, jedna z nejslavnějších dětských postav v britském umění (* 11. dubna 1785)
- 02. dubna – Honoré Gabriel Riqueti de Mirabeau, francouzský politik, spisovatel a novinář, vůdčí osobnost rané fáze Velké francouzské revoluce (* 1749)
- 14. dubna – Johann Salomo Semler, německý církevní historik (* 18. prosince 1725)
- 24. dubna – Benjamin Harrison V., americký farmář a obchodník (* 5. dubna 1726)
- 09. května – Francis Hopkinson, americký politik (* 21. září 1737)
- 30. června – Jean-Baptiste Descamps, francouzský spisovatel a malíř (* 28. srpna 1714)
- 14. července – Joseph Gärtner, německý lékař a botanik (* 12. března 1732)
- 24. července – Ignác Antonín Born, rakouský osvícenec, mineralog, geolog, montanista a svobodný zednář (* 1742)
- 16. října – Grigorij Alexandrovič Potěmkin, ruský voják, diplomat a politik (* 24. září 1739)
- 25. listopadu – Giovanni Battista Ferrandini, italský hudební skladatel (* 1710)
- 05. prosince – Wolfgang Amadeus Mozart, hudební skladatel (* 1756)
- 10. prosince – Jakub Frank, polský pokřtěný Žid a jeden z tzv. sabbatiánských proroků (* 1726)
- neznámé datum
  - Potap Kuzmič Zajkov, ruský cestovatel a kartograf (* ?)

## Hlavy států
- Francie – Ludvík XVI. (1774–1792)
- Habsburská monarchie – Leopold II. (1790–1792)
- Osmanská říše – Selim III. (1789–1807)
- Polsko – Stanislav II. August Poniatowski (1764–1795)
- Prusko – Fridrich Vilém II. (1786–1797)
- Rusko – Kateřina II. Veliká (1762–1796)
- Španělsko – Karel IV. (1788–1808)
- Švédsko – Gustav III. (1771–1792)
- USA – George Washington (1789–1797)
- Velká Británie – Jiří III. (1760–1820)
- Papež – Pius VI. (1774–1799)
- Japonsko – Kókaku (1780–1817)